# Liste der Naturdenkmale in Iffezheim
| Naturdenkmale | Anzahl |
| ------------- | ------ |
| FND           | 1      |
| END           | 3      |
| Gesamt        | 4      |

Die Liste der Naturdenkmale in Iffezheim nennt die verordneten Naturdenkmale (ND) der im baden-württembergischen Landkreis Rastatt liegenden Gemeinde Iffezheim. In Iffezheim gibt es insgesamt vier als Naturdenkmal geschützte Objekte, davon ein flächenhaftes Naturdenkmal (FND) und drei Einzelgebilde-Naturdenkmale (END).
Stand: 31. Oktober 2016.

## Flächenhafte Naturdenkmale (FND)
| Name                     | Bild | Kennung     | Einzelheiten | Position | Fläche Hektar | Datum         |
| ------------------------ | ---- | ----------- | ------------ | -------- | ------------- | ------------- |
| Allmendteiler Schlut     | BW   | 82160230006 | Iffezheim    | ⊙        | 1,0           | 29. Aug. 1983 |
| Legende für Naturdenkmal |      |             |              |          |               |               |

## Einzelgebilde (END)
| Name                     | Bild | Kennung     | Einzelheiten | Position | Fläche Hektar | Datum         |
| ------------------------ | ---- | ----------- | ------------ | -------- | ------------- | ------------- |
| Eiche                    |      | 82160230005 | Iffezheim    | ⊙        | 0,0           | 25. Apr. 1968 |
| Linde mit Bildstock      | BW   | 82160230001 | Iffezheim    | ⊙        | 0,0           | 16. März 1965 |
| Linde                    |      | 82160230002 | Iffezheim    | ⊙        | 0,0           | 16. März 1965 |
| Legende für Naturdenkmal |      |             |              |          |               |               |